# Megan Mullally
Megan Mullally (Los Angeles, Califórnia, 12 de Novembro de 1958) é uma atriz norte-americana conhecida, entre outros, pelo papel de Karen Walker na série de televisão Will & Grace.

## Biografia
Megan cresceu em Oklahoma City, Oklahoma. Seu pai, Carter Mullally, Jr. foi um actor que trabalhou para a Paramount Pictures durante a década de 1950 e sua mãe era modelo. Ela estudou ballet desde os seis anos de idade e fazia parte de um grupo de dança enquanto frequentava o liceu. Logo após graduar-se no segundo grau da Casady High School, entrou para a Northwestern University, onde estudou Literatura Inglesa e História da Arte. Contudo, largou tudo antes de se formar. Megan começou a actuar frequentemente em peças na cidade, e trabalhou em teatro em Chicago durante seis anos.
Mudou-se para Los Angeles em 1981, quando começou a ter pequenos papéis em filmes. A sua estreia na televisão deu-se com a série The Ellen Burstyn Show (1986) e fez participações especiais em séries famosas como Seinfeld, Frasier, Wings e Mad About You. Em 1998, ela conseguiu o papel de Karen Walker, a exuberante, alcoólica, viciada em medicamentos, milionária assistente de Grace Adler na série Will & Grace. Dois anos após o início da série, em 2000, foi agraciada com um Emmy de melhor actriz secundária em comédia televisiva, tendo ganho também no ano de 2006 na mesma categoria (e foi seguidamente nomeada para o mesmo prémio em 2001, 2002, 2003, 2004 e 2005), e também ganhou três “Screen Actors Guild”.
Teve sua estreia na Broadway em 1994 com o musical “Grease”, e depois apareceu na peça “How to Succeed in Business Without Really Trying” (“Como ser bem sucedido nos negócios sem fazer esforço”). Ela começou seu próprio espectáculo, Sweetheart, em Los Angeles, em 1999.
Mullally é também cantora e apresenta-se com o seu próprio grupo, chamado “The Supreme Music Program”. A banda lançou dois álbuns aclamados pela crítica, “The Sweet-Heart Break” e “Big as a Berry”.
Numa entrevista  em 1999, à revista "The Advocate" (uma revista bimestral voltada ao público GLS) afirmou considerar-se bissexual, o que considerou ser a tendência inata de todos os indivíduos. Voltou ao assunto em 2009.
Entre 1992 e 1996 foi casada com o agente de actores Michael A. Katcher e em Setembro de 2003 casou com o seu actual marido, o actor Nick Offerman (que participou da série Will & Grace durante a quarta temporada).
Após o final da série Will & Grace em 2006, a actriz teve o seu próprio talk-show entre Outubro de 2006 e Janeiro de 2007 e tem sido actriz convidada de diversas séries, entre elas, Parks and Recreation, onde contracenou com o seu marido (no papel de sua ex-mulher).
Foi protagonista na série cancelada "In the Motherhood".
Participou na sequela de 2009 do filme "Fame" e actualmente podemos vê-la como protagonista na série "Party Down".
Megan tem aparecido em vários comerciais, tais como o do chocolate M&M’s, o site cheaptickets.com e, recentemente, I can't belive it's not butter.

## Trabalhos publicados
Megan e o marido Nick Offerman escreveram o livro The Greatest Love Story Ever Told (A Maior História de Amor Já Contada, em tradução livre), publicado pela editora Dutton em outubro de 2018. A obra, que foi eleita um best-seller do New York Times, traz a história completa por trás do romance do casal, com capítulos sobre religião, família, e mais.

## Vida pessoal
O primeiro casamento de Megan, em meados de 1990, foi com o agente de talentos Michael Katcher.
Megan conheceu seu atual marido, o ator Nick Offerman, em 2000 enquanto atuava em The Berlin Circle, uma peça produzida pela companhia de teatro Evidence Room Theatre Company. Os dois namoraram por 18 meses antes de se casarem. Enquanto namoravam, Offerman apareceu como um convidado especial no episódio especial de Dia de Ação de Graças em Will & Grace, em 2001. Muitos anos depois, em 2018, ele voltou a fazer uma participação na série, em sua nona temporada.
Além do seriado, o casal também atuou junto em filmes como The Kings of Summer e Smashed, na série Parks and Recreation, e fizeram a dublagem da animação Hotel Transylvania 2.

## Filmografia
- Risky Business (1983)
- Once Bitten (1985)
- Last Resort (1986)
- About Last Night... (1986)
- Queens Logic (1991)
- The Pact (1998)
- Anywhere But Here (1999)
- Best Man in Grass Creek (1999)
- Everything Put Together (2000)
- Speaking of Sex (2001)
- Monkeybone (2001)
- Stealing Harvard (2002)
- Teacher's Pet (2004) (voice)
- Rebound (2005)
- Bee Movie (2007)
- Fame (2009)
- In the Motherhood (2009)
- Why Him? (2016)